# New York-i Filmkritikusok Egyesülete
A New York-i Filmkritikusok Egyesülete (New York Film Critics Circle) 1936-ban tartotta meg első díjkiosztó ünnepségét, melynek a nagyváros akkoriban legszínvonalasabb szállodája, a Ritz-Carlton Hotel adott otthont.
A New York-i filmkritikusok Egyesülete nemcsak azért emelkedik ki a többi amerikai nagyváros egyesületei közül, mert a legkorábban alakult meg, hanem azért is, mert döntéseit nem befolyásolja semmilyen sajtóhíresztelés, közönségvélemény vagy esetleg más filmkritikus egyesületek választása. Tagjai mindig próbálnak elvonatkoztatni a „favoritoktól”, akiknél valószínűsíthető, hogy jó eséllyel pályáznak nagyobb presztízsű elismerésekre (pl: Oscar, Golden Globe, BAFTA stb.) Lehetőleg arra törekednek, hogy az adott év „igazi” filmjét, illetve alakításait honorálják, ezért is számít különleges elismerésnek a szakmán belül és azzal mindenki tisztában van, hogy ezen díjat nem kaphatja meg akárki.
A díj különlegessége még, hogy az adott év végén, általában december közepén kerül kiosztásra, ellenben a többi kritikai díjjal, melyeket a rá következő év elején adnak át.
Nincsenek jelöltek, kizárólag a díjazottakat hívják meg a ceremóniára, amely nem kelt nagy feltűnést a városban, de a végeredményre az egész országban kíváncsi.

## Jelenlegi díjak
- legjobb film
- legjobb színész
- legjobb színésznő
- legjobb mellékszereplő színész
- legjobb mellékszereplő színésznő
- legjobb rendező
- legjobb forgatókönyv
- legjobb operatőr
- legjobb idegen nyelvű film
- legjobb animációs film
- legjobb első film
- Speciális-díj
- Életműdíj

## Díjazottak
- Legjobb Film:
  - Nem vénnek való vidék (2007)
  - A United 93-as (2006)
  - Brokeback Mountain – Túl a barátságon (2005)
  - Kerülőutak (2004)
  - A Gyűrűk Ura: A király visszatér (2003)
  - Távol a mennyországtól (2002)
  - Mulholland Drive – A sötétség útja (2001)
  - Traffic (2000)

## Külső hivatkozások
- Hivatalos oldal